# 365 (пісня)
«365» — пісня німецького діджея Zedd і американської співачки Кеті Перрі, випущена 14 лютого 2019 року. Цього ж дня відбулася прем'єра музичного відео, режисером якого став Воррен Фу.